# Paardensport op de Olympische Zomerspelen 1972
Paardensport is een van de sporten die beoefend werden tijdens de Olympische Zomerspelen 1972 in München. Er werden in München 6 onderdelen afgewerkt in 3 categorieën met telkens een individueel onderdeel en een onderdeel voor landenteams: de military, de dressuur en het springconcours.
Nederland en België behaalden geen medailles op deze Spelen bij paardensport.

## dressuur

### individueel
| rang   | sporter             | paard     | land | score |
| ------ | ------------------- | --------- | ---- | ----- |
| Goud   | Liselott Linsenhoff | Piaff     | FRG  | 1229  |
| Zilver | Jelena Petoesjkova  | Pepel     | URS  | 1185  |
| Brons  | Josef Neckermann    | Venetia   | FRG  | 1177  |
| 4      | Ivan Kizimov        | Ichor     | URS  | 1159  |
| 5      | Ivan Kalita         | Tarif     | URS  | 1130  |
| 6      | Ulla Håkansson      | Ajax      | SWE  | 1126  |
| 7      | Karin Schlüter      | Liostro   | FRG  | 1113  |
| 8      | Maud von Rosen      | Lucky Boy | SWE  | 1088  |

### team
| rang   | sporter                                                | paard                              | land | score          | totaal |
| ------ | ------------------------------------------------------ | ---------------------------------- | ---- | -------------- | ------ |
| Goud   | Jelena Petoesjkova Ivan Kizimov Ivan Kalita            | Pepel Ichor Tarif                  | URS  | 1747 1701 1647 | 5095   |
| Zilver | Liselott Linsenhoff Josef Neckermann Karin Schlüter    | Piaff Venetia Liostro              | FRG  | 1763 1706 1614 | 5083   |
| Brons  | Ulla Håkansson Ninna Swaab Maud von Rosen              | Ajax Casanova Lucky Boy            | SWE  | 1649 1622 1578 | 4849   |
| 4      | Aksel Mikkelsen Ulla Petersen Charlotte Ingemann       | Talisman Chigwell Souliman         | DEN  | 1597 1534 1475 | 4606   |
| 5      | Gerhard Brockmüller Wolfgang Müller Horst Köhler       | Marios Semafor Imanuel             | GDR  | 1545 1521 1486 | 4552   |
| 6      | Christilot Hanson Cynthia Neale Lorraine Stubbs        | Armagnac III Bonne Année Venezuela | CAN  | 1615 1424 1379 | 4418   |
| 7      | Christine Stückelberger Hermann Dür Marita Aeschbacher | Granat Sod Charlamp                | SUI  | 1528 1466 1389 | 4383   |
| 8      | Anny van Doorne Kees Benedictus-Lieftinck John Swaab   | Pericles Turista Maharadscha       | NED  | 1480 1420 1409 | 4309   |

## eventing

### individueel
| rang   | sporter             | paard         | land | score  |
| ------ | ------------------- | ------------- | ---- | ------ |
| Goud   | Richard Meade       | Laurieston    | GBR  | +57.73 |
| Zilver | Alessandro Argenton | Woodland      | ITA  | +43.33 |
| Brons  | Jan Jönsson         | Sarajevo      | SWE  | +39.67 |
| 4      | Mary Gordon-Watson  | Cornishman V  | GBR  | +30.27 |
| 5      | Kevin Freeman       | Good Mixture  | USA  | +29.87 |
| 6      | Bill Roycroft       | Warrathoola   | AUS  | +29.60 |
| 7      | Richard Sands       | Dépêche       | AUS  | +24.87 |
| 8      | Bruce Davidson      | Plain Sailing | USA  | +24.47 |

### team
| rang   | sporter                                                               | paard                                             | land | score                        | totaal  |
| ------ | --------------------------------------------------------------------- | ------------------------------------------------- | ---- | ---------------------------- | ------- |
| Goud   | Richard Meade Mary Gordon-Watson Bridget Parker Mark Phillips         | Laurieston Cornishman V Comish Gold Great Ovation | GBR  | +57.73 +30.27 +7.53 -134.33  | +95.53  |
| Zilver | Kevin Freeman Bruce Davidson Michael Plumb James Wofford              | Good Mixture Plain Sailing Free and Easy Kilkenny | USA  | +29.87 +24.47 -43.53 -99.83  | +10.81  |
| Brons  | Harry Klugmann Ludwig Gössing Karl Schultz Horst Karsten              | Christopher Rob Chikago Pisco Sioux               | FRG  | +8.00 -0.40 -25.60 DNF       | -18.00  |
| 4      | Bill Roycroft Richard Sands Brian Schrapel Clarke Roycroft            | Warrathoola Dépêche Wakool Furtive                | AUS  | +29.60 +24.87 -82.33 -296.12 | -27.86  |
| 5      | Rudolf Beerbohm Jens Niehls Joachim Brohmann Helmut Gille             | Ingolf Big-Ben Uranio Pflicht                     | GDR  | +3.80 -60.00 -71.73 -74.20   | -127.93 |
| 6      | Paul Hürlimann Anton Bühler Alfred Schwarzenbach Max Hauri            | Grand Times Wukari Big Boy Red Baron              | SUI  | -11.03 -19.87 -125.53 DNF    | -156.43 |
| 7      | Sergej Moechin Valentin Gorelkin Vladimir Lanjoegin Mamasjom Ismailov | Reisfeder Rok Zimar Trest                         | URS  | -0.13 -34.93 -155.00 DNF     | -190.06 |
| 8      | Alessandro Argenton Dino Costantini Mario Turner Stefano Angioni      | Woodland Lord Jim Forgotten Fred Sauvage          | ITA  | +43.33 -98.18 -148.73 DNF    | -203.58 |

## springconcours

### individueel
| rang   | sporter             | paard       | land | score |
| ------ | ------------------- | ----------- | ---- | ----- |
| Goud   | Graziano Mancinelli | Ambassador  | ITA  | 8.00  |
| Zilver | Ann Moore           | Psalm       | GBR  | 8.00  |
| Brons  | Neal Shapiro        | Sloopy      | USA  | 8.00  |
| 4      | James Day           | Steelmaster | CAN  | 8.75  |
| 4      | Hugo Simon          | Lavendel    | AUT  | 8.75  |
| 4      | Hartwig Steenken    | Simona      | FRG  | 8.75  |
| 7      | Marcel Rozier       | Sans Souci  | FRA  | 12.00 |
| 8      | Alfonso Segovia     | Tic Tac     | ESP  | 16.00 |
| 8      | Fritz Ligges        | Robin       | FRG  | 16.00 |

### team
| rang   | sporter                                                                                               | paard                                              | land | score                    | totaal |
| ------ | --- | -------------------------------------------------- | ---- | ------------------------ | ------ |
| Goud   | Fritz Ligges Gerd Wiltfang Hartwig Steenken Hans Günter Winkler                                       | Robin Askan Simona Torphy                          | FRG  | 8.00 12.00 16.00         | 32.00  |
| Zilver | William Steinkraus Neal Shapiro Kathryn Kusner Frank Chapot                                           | Main Spring Sloopy Fleet Apple White Lightning     | USA  | 4.00 8.25 32.00 36.00    | 32.25  |
| Brons  | Vittorio Orlandi Raimondo D'Inzeo Graziano Mancinelli Piero D'Inzeo                                   | Fulmer Feather Fiorello II Ambassador Easter Light | ITA  | 8.00 12.00 28.00 135.25  | 48.00  |
| 4      | Michael Saywell Harvey Smith David Broome Ann Moore                                                   | Hideaway Summertime Manhaton VI Psalm              | GBR  | 16.00 20.00 32.00        | 51.00  |
| 5      | Monica Weier Paul Weier Max Hauri Hermann von Siebenthal                                              | Erbach Wulf Haiti Royal Havana                     | SUI  | 17.75 20.00 23.50 135.25 | 61.25  |
| 6      | Jim Elder James Day Terrance Miller Ian Millar                                                        | Houdini Happy Fellow Le Dauphin Shoeman            | CAN  | 8.00 24.00 35.00 44.00   | 64.00  |
| 7      | Alfonso Segovia Segovia Enrique Martínez De Vallejo Luis Alvarez de Cervera Luis Jaime Carvajal Salas | Tic Tac Val de Loire Acorn Sunday Beau             | ESP  | 19.00 28.00 115.25       | 66.00  |
| 8      | Hugo Arrambide Roberto Tagle Jorge Llambi Argentino Molinuevo                                         | Camalote Simple Okey Amigo Abracadabra             | ARG  | 27.00 46.00 48.00 135.25 | 121.00 |

## Medaillespiegel
| rang   | land                     | goud | zilver | brons | totaal |
| ------ | ------------------------ | ---- | ------ | ----- | ------ |
| 1      | Bondsrepubliek Duitsland | 2    | 1      | 2     | 5      |
| 2      | Groot-Brittannië         | 2    | 1      | 0     | 3      |
| 3      | Italië                   | 1    | 1      | 1     | 3      |
| 4      | Sovjet-Unie              | 1    | 1      | 0     | 2      |
| 5      | Verenigde Staten         | 0    | 2      | 1     | 3      |
| 6      | Zweden                   | 0    | 0      | 2     | 2      |
| totaal | totaal                   | 6    | 6      | 6     | 18     |

Parijs 1900 · 
Stockholm 1912 · 
Antwerpen 1920 · 
Parijs 1924 · 
Amsterdam 1928 · 
Los Angeles 1932 · 
Berlijn 1936 · 
Londen 1948 · 
Helsinki 1952 · 
Melbourne 1956 · 
Rome 1960 · 
Tokio 1964 · 
Mexico-stad 1968 · 
München 1972 · 
Montréal 1976 · 
Moskou 1980 · 
Los Angeles 1984 · 
Seoel 1988 · 
Barcelona 1992 · 
Atlanta 1996 · 
Sydney 2000 · 
Athene 2004 · 
Peking 2008 · 
Londen 2012 · 
Rio de Janeiro 2016 · 
Tokio 2020 · 
Parijs 2024 · 
Los Angeles 2028
Medaillewinnaars
Atletiek · Badminton (demonstratie) · Basketbal · Boksen · Boogschieten · Gewichtheffen · Handbal · Hockey · Judo · Kanovaren · Moderne vijfkamp · Paardensport · Roeien · Schermen · Schietsport · Schoonspringen · Turnen · Voetbal · Volleybal · Waterpolo · Waterskiën (demonstratie) · Wielersport · Worstelen · Zeilen · Zwemmen